# Деканские траппы

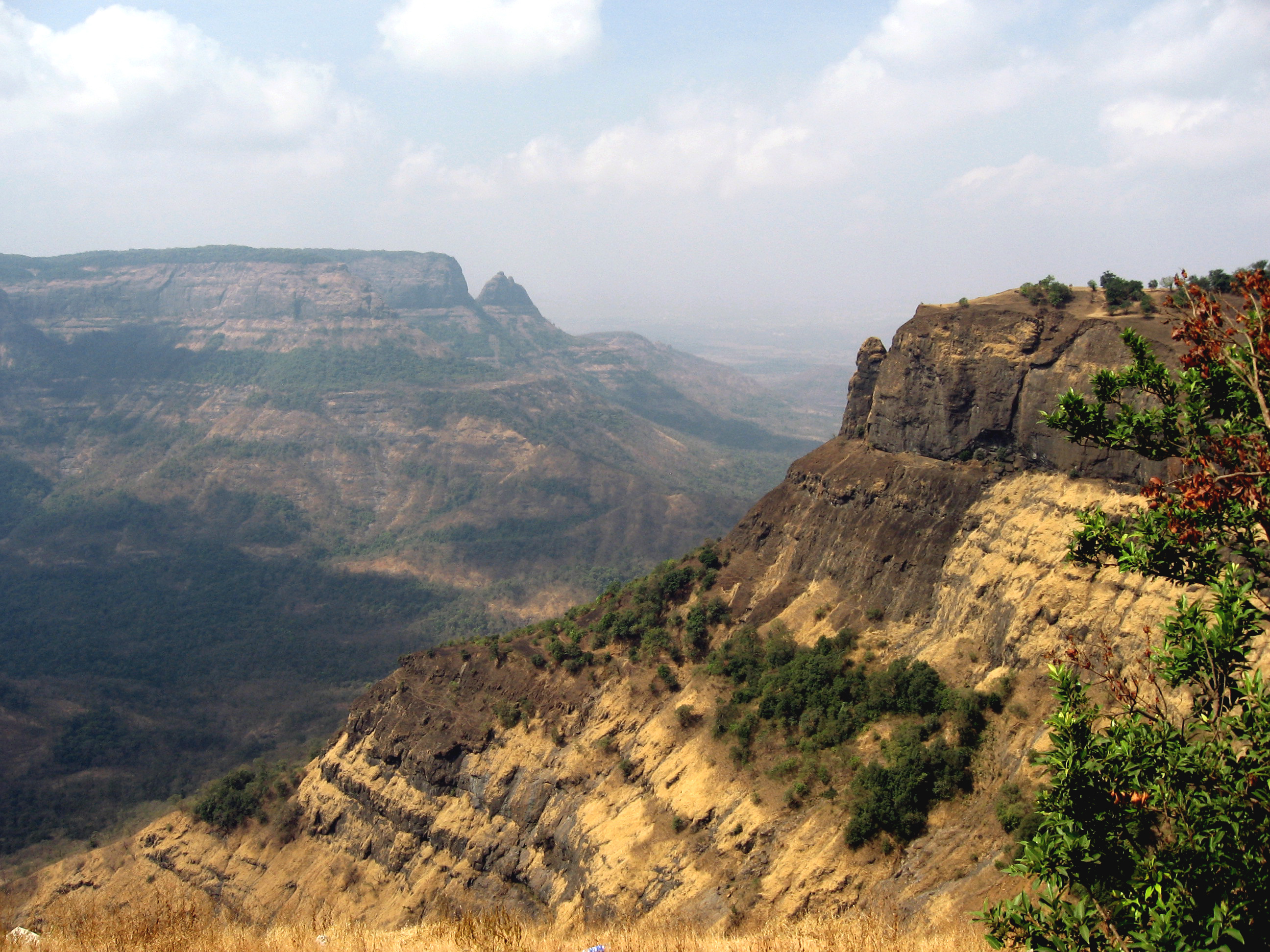
Деканские траппы восточнее Мумбаи

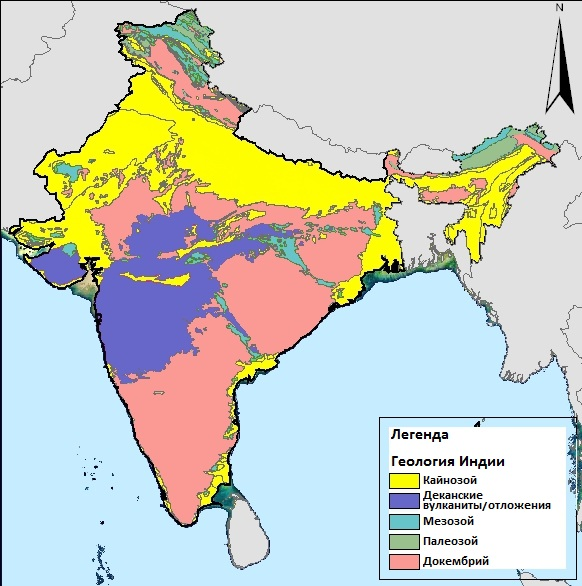
Деканские траппы обозначены на карте синим цветом

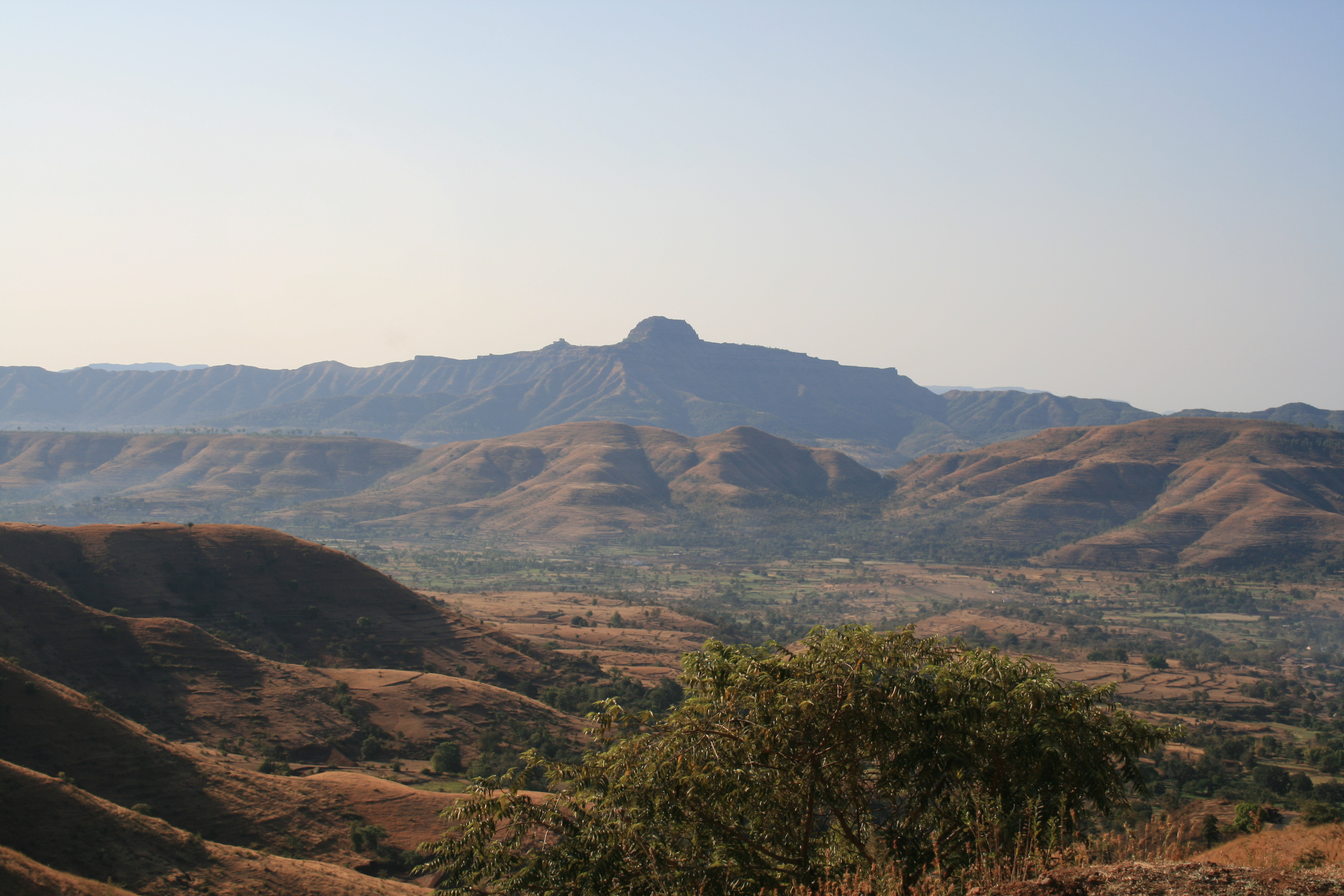
Траппы в районе Пуны

Траппы плато Декан — крупная магматическая провинция, расположенная на плоскогорье Декан в западной и центральной частях Индии, одно из крупнейших вулканических образований на Земле. Магматическая провинция сложена базальтовыми покровами, толщина которых достигает более 2000 метров. Общая площадь траппов составляет около 500 000 км2, а их объём достигает 512 000 км3. Термин «трапп», который используется в геологии для обозначения подобного типа рельефа, происходит от шведского слова trappa — лестница, так как в районах траппового магматизма местность приобретает вид обширных плоских равнин, расположенных на кровле базальтового покрова или интрузии, разделённых уступами. Такая местность напоминает парадную лестницу.

## История
Деканские траппы сформировались между 68 и 60 миллионами лет назад, в конце мелового периода. Основная часть вулканических извержений произошла в районе Западных Гхат (недалеко от Мумбаи) около 65 миллионов лет назад. Эта серия извержений, возможно, длилась в общей сложности менее 30 тыс. лет.
Первоначальная площадь территории, покрытой лавовыми потоками, по оценкам достигала 1,5 млн км², что составляет примерно половину от площади современной Индии. В настоящее время Деканские траппы под воздействием эрозии и тектоники плит уменьшились; нынешняя площадь траппов составляет около 512 000 км².

## Последствия излияния
Выброс вулканических газов, в частности сернистого ангидрида, в процессе излияния траппов способствовал изменениям климата. Данные указывают на падение средней температуры в этот период на 2 °C.
Из-за выброса вулканических газов и последующего падения температуры излияние траппов рассматривается как основной фактор снижения биоразнообразия в тот период времени. Это подтверждается массовым вымиранием, произошедшим 65 миллионов лет назад. Резкое падение температуры из-за сернистых вулканических газов, выделившихся при излиянии траппов, возможно, могло привести к некоторому кризису биосферы в конце мелового периода, но падение астероида, в результате которого возник кратер Чикшулуб, могло поднять в атмосферу намного больше пыли и пепла, которые заслонили солнечный свет, то есть это событие могло создать эффект «астероидной зимы». Скорее всего мел-палеогеновое массовое вымирание, ставшее одним из наиболее серьёзных вымираний в фанерозое, произошло в результате сочетания воздействий от нескольких катастрофических событий.
В настоящее время большая часть научного сообщества всё ещё придерживается мнения, что мел-палеогеновое вымирание могло быть вызвано падением астероида в Центральной Америке. Однако всё чаще появляются различные доказательства того, что возникновение кратера Чикшулуб произошло за 300 тыс. лет до начала массового вымирания.
Существует гипотеза, связывающая образование кратера Чикшулуб с излиянием Деканских траппов. При ударе астероида о земную кору в районе полуострова Юкатан продольные и поперечные сейсмические волны от удара должны были сойтись в точке-антиподе, вызвав там мощное усиление сейсмической активности. Именно в этой точке и находилась Индия 65 миллионов лет назад. Деканские вулканы начали извергаться ещё до падения метеорита, однако в определённый момент частые и мелкие извержения (71 тысяча кубометров в год) сменились редкими и масштабными (900 миллионов кубометров в год). Учёные допускают, что смена типа извержений могла произойти под влиянием упавшего в это же время метеорита (с погрешностью в 50 тысяч лет).

## Химический состав
Деканские траппы примерно на 95 % состоят из лавы и толеитовых базальтов, однако в составе траппов имеют место и другие типы пород:
- Щелочные базальты
- Нефелиниты[англ.]
- Лампрофиры[англ.]
- Карбонатиты

Мантийные ксенолиты были найдены в Каче (северо-западная Индия) и в других районах на западе плоскогорья Декан.

## Ископаемые
Деканские траппы известны отложениями окаменелостей, которые были обнаружены между слоями застывшей лавы. Особенно хорошо сохранились окаменелости нескольких видов земноводных, например лягушек.

## Теория возникновения
Излияния траппов плоскогорья Декан связывают с действием глубокого мантийного плюма. Район продолжительного вулканизма, также известный как Реюньонская горячая точка, мог спровоцировать 67 млн л. н. излияние Деканских траппов и образовать южную часть Маскаренского плато. Спрединг на границе Африканской и Индийской плит отодвинул Индию на север. Мантийный плюм сейчас находится под островом Реюньон в Индийском океане, к юго-западу от Индии. Теория, касающаяся мантийного плюма, однако, может быть оспорена.
Тем не менее продолжают появляться данные, подтверждающие плюмовую теорию. Эруптивная история Деканских траппов и движение Индийской (или Индостанской) тектонической плиты показывают большую связь между собой. Данные морских исследований указывают на то, что первый импульс необычно быстрого движения тектонической плиты пришелся на время начала излияния Деканских траппов, примерно 67 миллионов лет назад. Скорость движения плиты достигла максимума в момент пика базальтовых извержений. К 63 миллионам лет назад скорость движения плиты уменьшилась, вместе с этим закончилась основная фаза вулканизма на плато Декан. Эта корреляция обусловлена динамикой плюмового магматизма.

### Связь с кратером Шива
Существует мнение, что так называемая структура Шива, расположенная на дне Индийского океана у западного побережья Индии, является ударным кратером от падения крупного астероида или кометы. Он возник, по всей видимости, примерно 65 миллионов назад, то есть как раз на границе мезозоя и кайнозоя, когда произошло массовое вымирание. Исследователи полагают, что удар космического объекта мог инициировать излияние расположенных поблизости Деканских траппов, а также ускорение Индийской тектонической плиты в начале палеогенового периода. В настоящее время среди научного сообщества имеет место дискуссия относительно признания ударного происхождения кратера Шива.